# Noctuelia floralis
Noctuelia floralis là một loài bướm đêm trong họ Crambidae.